# Bras de Bronne
Le Bras de Bronne est une petite rivière du département du Pas-de-Calais, en région Hauts-de-France, et affluent droit du fleuve la Canche.

## Géographie
Sa source principale est à Étreuille, à 73 mètres d'altitude, hameau de Saint-Michel-sous-Bois. En hiver, la rivière est souvent alimentée par une source saisonnière à Quilen.
La longueur de son cours d'eau est de 11 km.
Le confluent se trouve à Marles-sur-Canche à 7 mètres d'altitude.

### Communes et cantons traversés
Dans le seul département du Pas-de-Calais, le Bras de Bronne traverse les six communes suivantes, de l'amont vers l'aval, de Saint-Michel-sous-Bois (source), Humbert, Sempy, Aix-en-Issart, Marant, Marles-sur-Canche (embouchure/confluence).
Soit en termes de cantons, le Bras de Bronne prend sa source dans le canton de Lumbres et conflue dans le canton d'Auxi-le-Château, dans l'arrondissement de Montreuil, dans les intercommunalités communauté de communes du Haut Pays du Montreuillois et communauté de communes des 7 Vallées.

### Bassin versant
Le Bras de Brosne traverse deux zones hydrographiques « Canche de sa source au confluent du Bras de Bronne » (E540) et
« Canche de l'amont du confluent du Bras de Bronne à la Manche » (E541).

### Organisme gestionnaire
Son SAGE, en cours d'élaboration, concerne deux cent trois communes, couvre 1 274 km2 et a nécessité la constitution d'un syndicat mixte Canche et Affluents. Ce fleuve a fait l'objet d'un atlas des zones inondables téléchargeable et d'une carte interactive.

## Affluent
Le Bras de Brosne n'a pas d'affluent contributeur connu.

### Rang de Strahler
Donc le rang de Strahler du Bras de Bronne est de un.

## Hydrologie
Son régime hydrologique est dit pluvial océanique.

## Aménagements et écologie
On trouve un ancien moulin à eau à Sempy.
La rivière fédère plusieurs villages dans l'Association du Bras de Brosne dont le logo évoque les saules plantés en bord de rivière et le ponton d'Aix-en-Issart.

## Histoire
Ce cours d'eau délimitait sous l'Ancien Régime une partie de la frontière entre la province de Picardie et celle d'Artois.